# Wim Prinsen
Wim Prinsen, né le 8 mars 1945 à Haastrecht et mort le 17 décembre 1977 à Oosterhout d'une crise cardiaque, est un coureur cycliste néerlandais. Il est professionnel de 1971 à 1977.
Son frère Henk a également été cycliste professionnel, tout comme un de ses cousins Ad.

## Palmarès sur route
- 1968
  - 2e de l'Omloop van de Baronie
- 1969
  - 1re étape du Tour d'Autriche
- 1970
  - 2e du Tour de la province de Luxembourg
- 1971
  - 2e du championnat des Pays-Bas sur route
  - 3e du Grand Prix du canton d'Argovie
- 1972
  - Prologue du Tour de Suisse (contre-la-montre par équipes)

## Résultats sur les grands tours

### Tour de France
4 participations
- 1971 : 59e
- 1972 : 61e
- 1973 : hors délais (2eb étape)
- 1974 : 78e

### Tour d'Espagne
2 participations
- 1971 : 40e
- 1972 : 38e

## Palmarès en cyclo-cross
- 1973-1974
  - 3e du championnat des Pays-Bas de cyclo-cross
- 1974-1975
  - 2e du championnat des Pays-Bas de cyclo-cross